# Funicular Gelmer

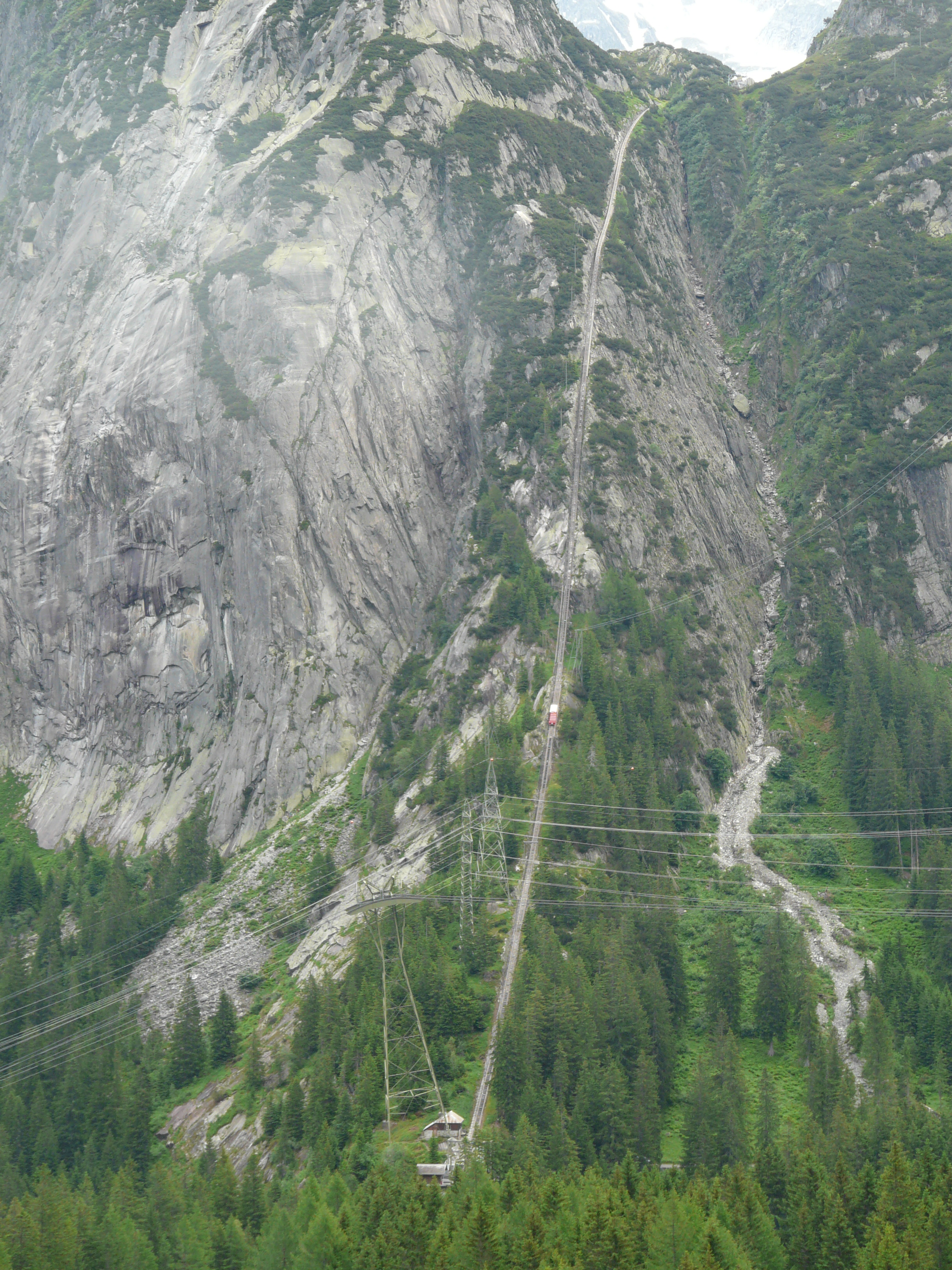
Vista del trazado del funicular

El Funicular Gelmer (en alemán: Gelmerbahn) es un funicular en el cantón de Berna, en Suiza. Vincula Handegg, en Haslital (el valle del río Aar superior) con el lago Gelmersee.
El Gelmerbahn fue el funicular más inclinado de Suiza y Europa, hasta la apertura del Funicular Stoos en 2017. La estación en Handegg está cerca de la carretera sobre el Paso Grimsel. Es accesible en automóvil y por un servicio de autobús poco frecuente. Técnicamente no es un funicular, que tiene dos autos que se contrapesan entre sí, sino que es impulsado por un cabrestante. 
El funicular se construyó originalmente para facilitar la construcción del embalse Gelmersee, construido en 1926 para explotar los recursos hidroeléctricos del área y no disponible para uso público hasta 2001. El funicular está operado por Kraftwerke Oberhasli AG (KWO), compañía propietaria del funicular y la central eléctrica.
El funicular opera desde principios de junio hasta mediados de octubre, solo en horas del día.

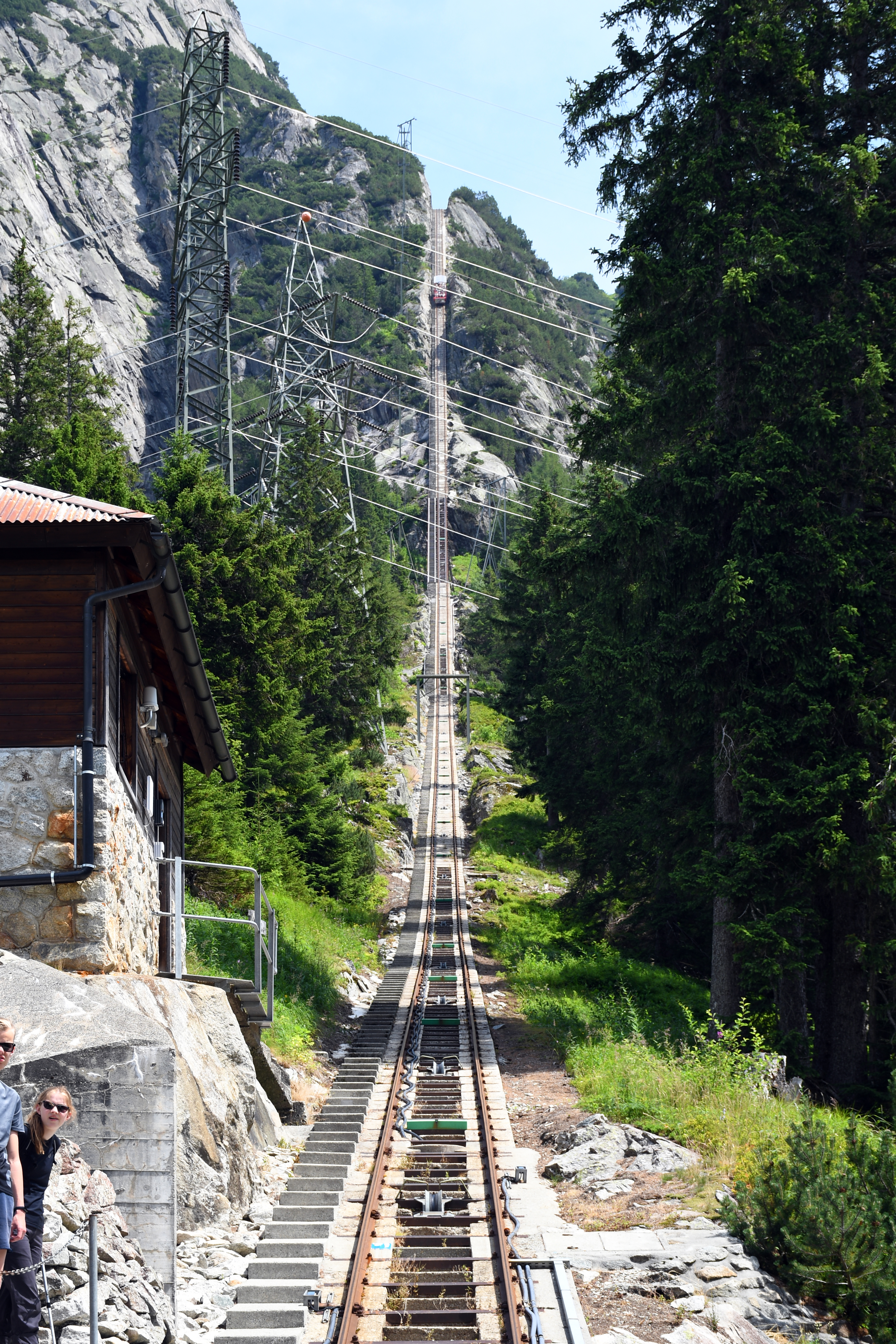
Vista desde la estación inferior
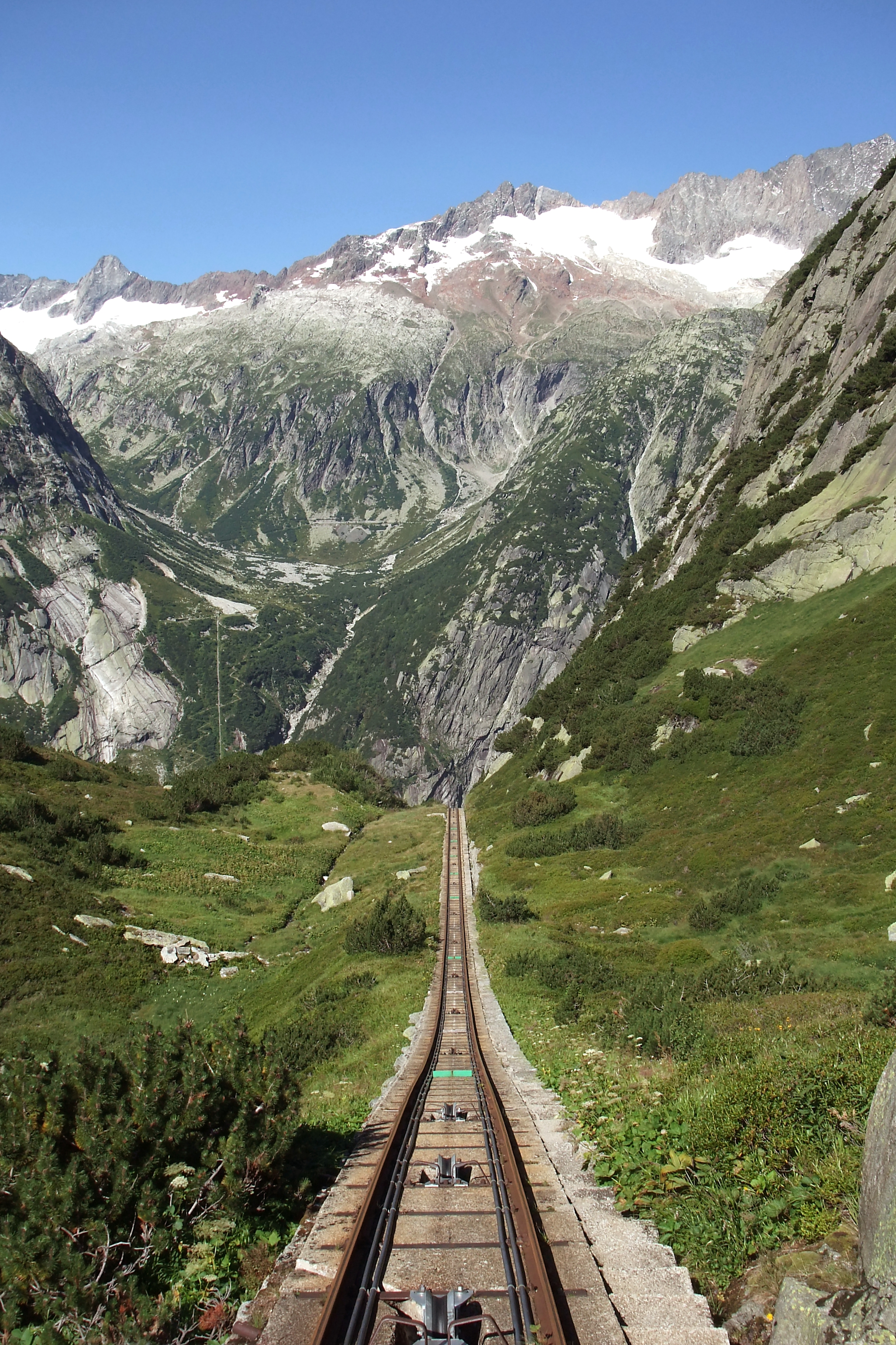
Vista desde la estación superior
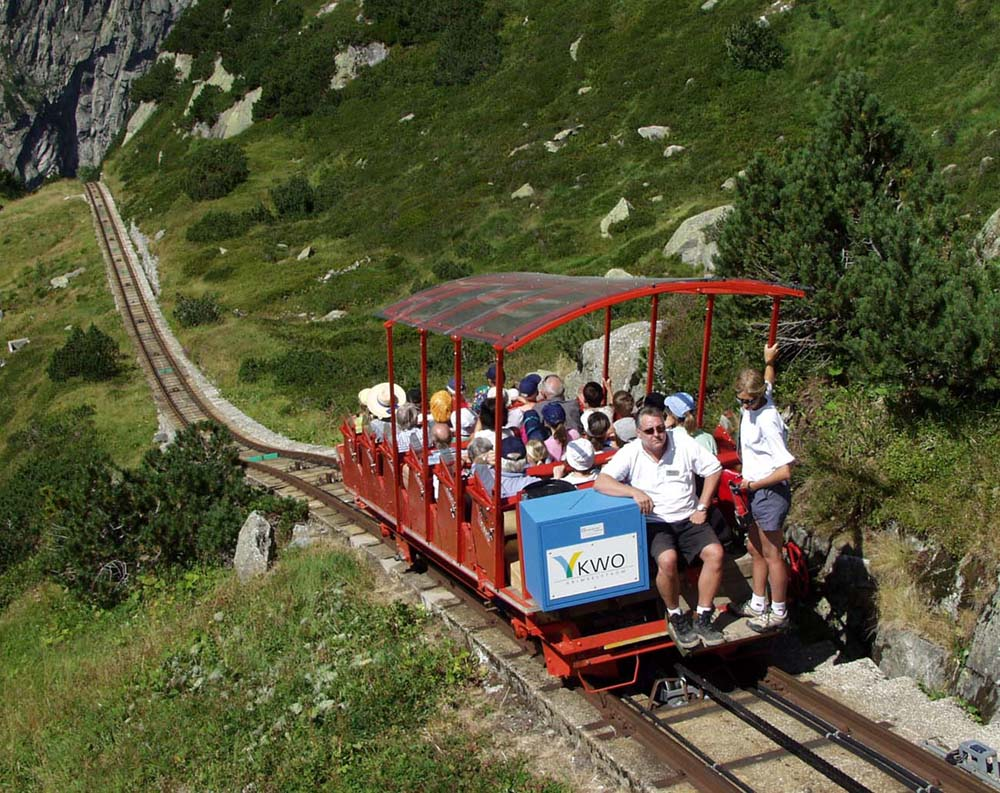
Un vagón justo antes de llegar a la estación superior
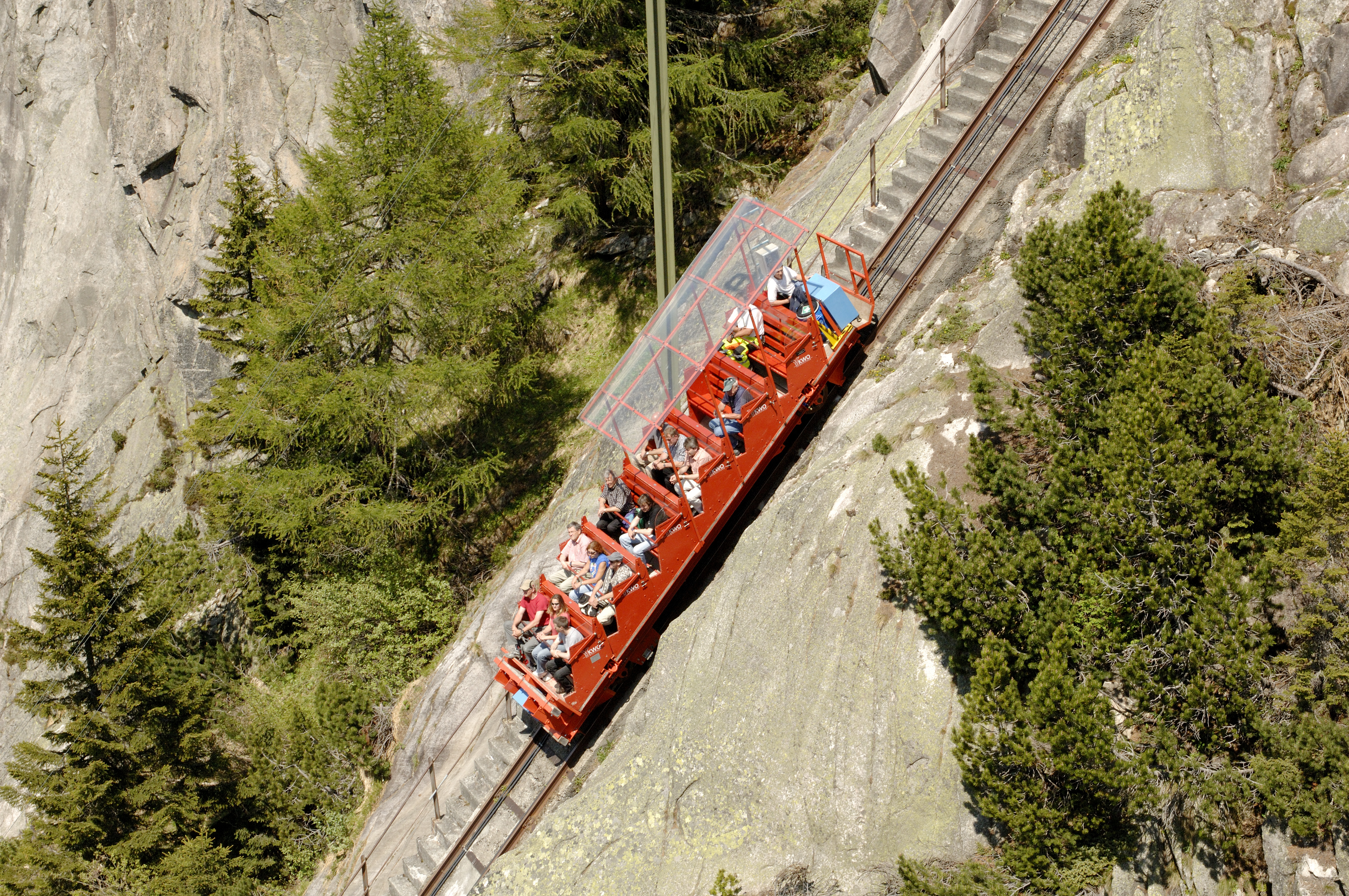
Vista lateral
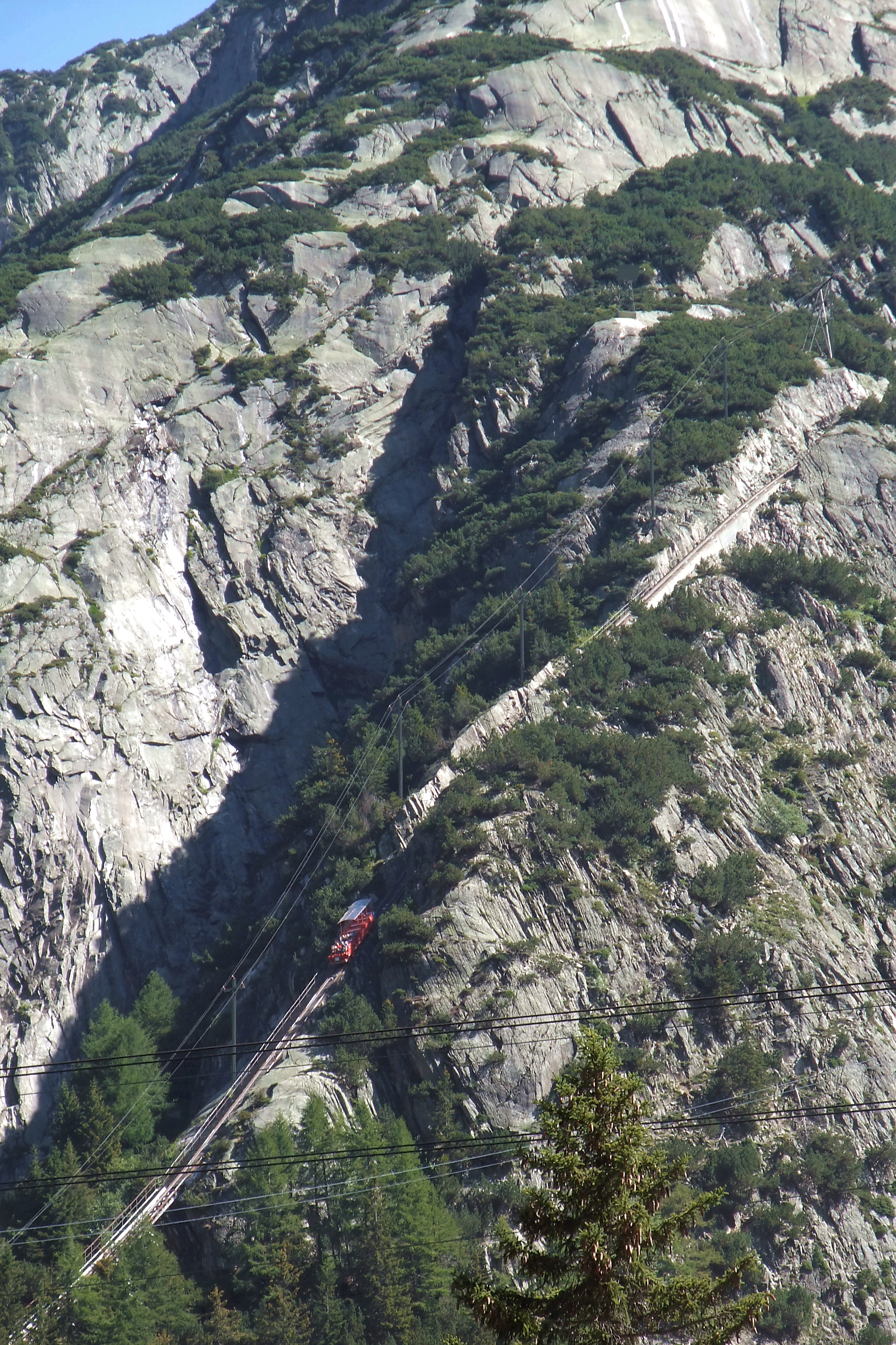
Un vagón ascendiendo